# Aconitum yuparense
Aconitum yuparense là một loài thực vật có hoa trong họ Mao lương. Loài này được Takeda mô tả khoa học đầu tiên năm 1915.